# Shiv-Hari

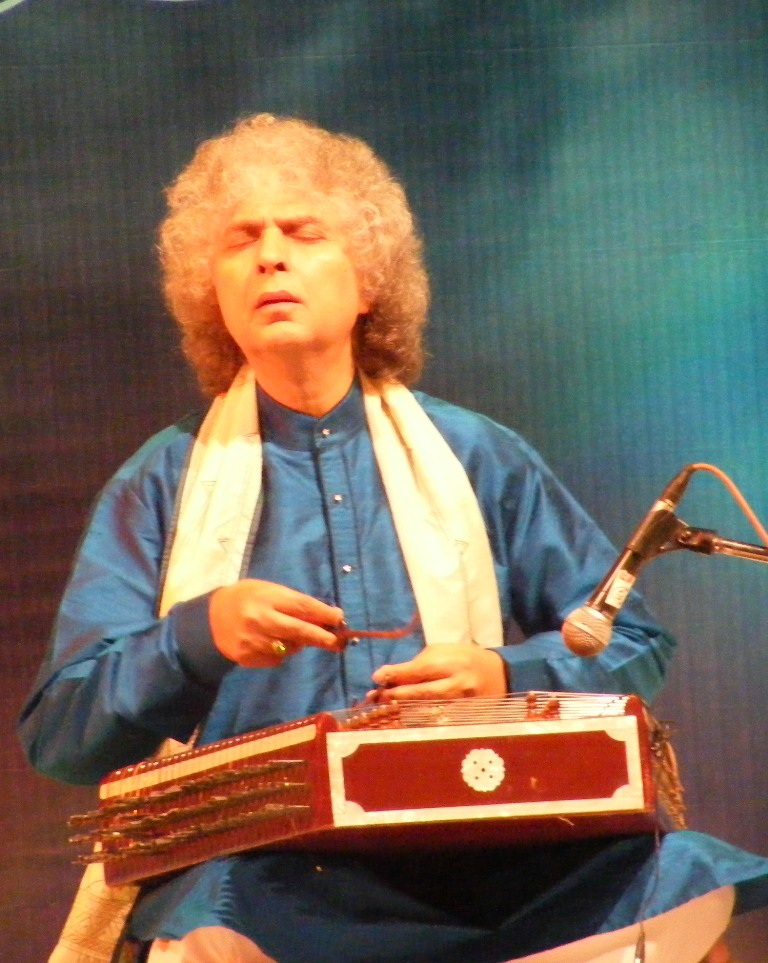
Shivkumar Sharma, integrante del dúo.

Shiv-Hari es un dúo musical de la India, integrado por el director de música Shivkumar Sharma y el flautista Hariprasad Chaurasia. El dúo ha trabajado componiendo piezas de la música clásica india, así como las principales partituras para diferentes películas.

## Carrera
En 1967, Shiv-Hari grabó su primer disco titulado "Call of the Valley" o "Llamada del Valle". Con la participación activa del guitarrista Brij Bhushan Kabra y la forma inusual, en el que se organizó para lanzar un álbum de música clásica, el resultado fue una forma fresca, nerviosa y un poco controvertida. El uso innovador de la guitarra en el álbum, hecho popular entre la gente de los países occidentales. Sigue siendo uno de los más exitosos de la música clásica de la India en lo que han producido.
Esto marcó el inicio de la asociación de los dos maestros y numerosas salidas en vivo, seguida a lo largo de los años. Como un guiño en su álbum conceptual de 1967, el dúo lanzó un álbum en vivo titulado "The Valley Recalls" en 1995.

### Bollywood
A pesar de que en su mayoría se embarcaron en proyectos en solitario, en diferentes puntos de sus respectivas carreras, Shiv-Hari se unió de nuevo para grabar durante ocho películas en el cine hindi. A continuación esta es una lista de esas famosas películas:
- Silsila (1981)
- Faasle (1985)
- Vijay (1988)
- Chandni (1989)
- Lamhe (1991)
- Parampara (1993)
- Sahibaan (1993)
- Darr (1993)

## Futuras colaboraciones
Shiv-Hari todavía continúan tocando en vivo juntos. Recorrieron varios lugares como Londres y Singapur en 2011.